# Sharkeyella pilosus
Sharkeyella pilosus är en stekelart som beskrevs av Marsh 1993. Sharkeyella pilosus ingår i släktet Sharkeyella och familjen bracksteklar. Inga underarter finns listade i Catalogue of Life.